# Ядвига Австрийская
Ядвига Австрийская ((нем. Hedwig, Erzherzogin von Österreich-Toskana), при рождении Ядвига Мария Иммакулата Микаэла Игнатия фон Габсбург-Лотарингская (нем. Jadwiga Maria Immaculata Michaela Ignatius von Habsburg-Lothringen), 24 сентября 1896, Бад-Ишль — 1 ноября 1970, Халль-ин-Тироль) — австрийская эрцгерцогиня из Тосканской ветви династии Габсбург-Лотарингских, в браке — графиня Штольберг.

## Биография
Ядвига Мария Австрийская родилась 24 сентября 1896 года в Бад-Ишле. Она была второй дочерью и четвертым ребенком Марии Валерии Австрийской и эрцгерцога Франца Сальватора Австрийского из Тосканской ветви Габсбургов. При рождении получила имя Яндвига Мария Иммакулата Микаэла Игнатия фон Габсбург-Лотарингская с титулом «Её Императорское и Королевское Высочество эрцгерцогиня Австрийская, принцесса Венгерская, принцесса Богемская, принцесса Тосканская». Императрица Елизавета посетила Марию Валерию вскоре после родов, о чем Вена была проинформирована в телеграмме. Крестины новорожденной девочки состоялись 27 сентября в большом салоне императорской виллы. Об этом, а также о состоянии матери и ребенка сообщала газета «Das Vaterland». 30 сентября впервые было упомянуто имя девочки — Ядвига. 2 октября был опубликован окончательный медицинский отчет о здоровье маленькой эрцгерцогини.

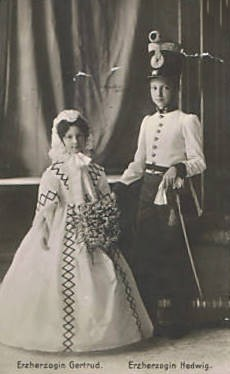
Ядвига (справа) вместе с сестрой Гертрудой.

Воспитательницей Ядвиги и её восьми братьев и сестер была Эльза Келер.
В 1917 году в качестве свадебного подарка от матери Ядвига получила охотничий замок Кюхтай. Марии Валерии он перешел от отца, который приобрел его в 1893 году.

## Брак и дети
В 1918 году она обручилась с графом Бернхардом Штольбергом.
24 апреля 1918 года состоялось венчание Ядвиги Марии и Бернхарда Фридриха, графа цу Штольберг (нем. Bernhard zu Stolberg-Stolberg). Свадьбу праздновали в замке Вальзее. Невесте исполнился 21 год, жениху — 37. У пары родилось 9 детей:
- Мария Елизавета (1919-2012) — графиня Штольберг.[2]
- Франц Иосиф (1920—1986) — граф Штольберг, женат на графине Елизавете Кристиане Кински, имел четырех дочерей;
- Фридрих Леопольд (1921—2007) — граф Штольберг, женат на Луизе фон Пахманн, имел семерых детей;
- Бернхард Фридрих (1922—1955) — граф Штольберг.
- Тереза Мария (1923—1982) — графиня Штольберг, была замужем за графом Паулем Вульф Меттернихом-Грахтам, имела трех сыновей и двух дочерей;
- Карл Франц (1925—2003) — граф Штольберг, был женат на Эдиной Винкельбауер, а впоследствии - на Уте Зоммерлате, имел троих детей от первого брака;
- Фердинанд Мария (1926—1998) — граф Штольберг, женат на баронессе Юттое фон Крамм, имел сына и трех дочерей;
- Анна Регина (1927—2002) — графиня Штольберг, была замужем за Жаком Пьером де Спирле, было пятеро детей;
- Магдалена Мария (1930—2024) — графиня Штольберг, замужем за бароном Мартином фон Криппен, имеет пятерых детей.

С мужем Ядвига прожила тридцать четыре года до его смерти в 1952 году. Сама она ушла из жизни 1 ноября 1970 года в возрасте 74 лет.